# Hannah Halvorsen
Hannah Halvorsen (* 19. Februar 1998 in Truckee, Kalifornien) ist eine ehemalige US-amerikanische Skilangläuferin.

## Werdegang
Halvorsen startete im November 2013 in West Yellowstone erstmals bei der US Super Tour und belegte dabei den 37. Platz über 10 km Freistil und den 23. Rang im Sprint. Zwei Jahre später erreichte sie dort mit dem zweiten Platz im Sprint ihre erste Podestplatzierung bei dieser Rennserie. Im folgenden Jahr lief sie bei den Olympischen Jugend-Winterspielen in Lillehammer auf den 17. Platz über 5 km Freistil, auf den 13. Rang im Cross und auf den sechsten Platz im Sprint. Bei den Junioren-Weltmeisterschaften 2017 in Soldier Hollow belegte sie den 13. Platz über 5 km Freistil und den 11. Rang im Sprint und bei den Junioren-Weltmeisterschaften 2018 in Goms den 22. Platz über 5 km klassisch und jeweils den achten Rang im Sprint und mit der Staffel. In der Saison 2018/19 kam sie bei der US Super Tour sechsmal unter die ersten Zehn und errang damit den siebten Platz in der Gesamtwertung. Im Januar 2019 startete sie in Dresden erstmals im Weltcup und belegte dabei den 35. Platz im Sprint. Bei den U23-Weltmeisterschaften 2019 in Lahti lief sie auf den 54. Platz im 15-km-Massenstartrennen und auf den 23. Rang im Sprint. Vor der Saison 2019/20 wurde sie in Anchorage von einem Auto angefahren und erlitt dabei einen Schädelbruch, einen Schienbeinbruch und Bänderrisse im Knie. Erstmals nach dem Unfall startete sie wieder im Dezember 2020 beim Weltcup in Davos und errang dabei den 38. Platz im Sprint. In der folgenden Woche holte sie in Dresden mit dem 23. Platz im Sprint ihre ersten Weltcuppunkte. Im Februar 2021 kam sie in Ulricehamn mit dem 23. Platz im Sprint erneut in die Punkteränge und belegte bei den U23-Weltmeisterschaften in Vuokatti den 28. Platz im Sprint. In der Saison 2021/22 erreichte sie in Dresden mit dem siebten Platz im Sprint ihre beste Platzierung im Weltcup und lief bei den Olympischen Winterspielen 2022 in Peking auf den 43. Platz im Sprint.